# أي جي مكلين
اليكساندر جيمس مكلين أو أي جي مكلين (بالإنجليزية: A. J. McLean) ولد في 9 يناير 1978 بوست بالم بيتش بولاية فلوريدا، أبوه انفصل عن امه وهو في عمر 3 سنوات وابواه من اصول ألمانية وإنكليزية وايرلندية وإسبانية واسكتلندية اسم أبوه بوب وأمه دنيس ماكلين وزوج أمه اسمه توني أنولد.

## باكستريت بويز
باك ستريت بويز (بالإنجليزية: Backstreet Boys) فرقة موسيقى بوب تَمتّعتْ بنجاحِ هائلِ في النصف الأخير من التسعينياتِ وبداية الألفينات، وحازت 12 من أغانيها على المرتبة الأولى في الولايات المتّحدةَ ولمدة تفوق 40 أسبوعا، وفي المملكة المتحدة حصلت 16 من أغانيهم على المركز الأول في سباق ترتيب الأغاني، كما أن المجموعة حازت على جوائز عديدة من أبرزها جائزة جرامي، وباعت أكثر من 120 مليون ألبومِ حول العالم، مما جعل الفريق صاحب الألبومات الأعلى مبيعات على مدى التاريخ.
كما أن البوم "Millenium" الذي أطلقته الفرقة سنة 1999 هو حامل لقب ثاني ألبومات البوب الأكثر مبيعا عبر التاريخ...ويعتبر أي جي من الأعضاء المهمين في الفرقة ويتمتع بمعجبين من جميع أقطار العالم.

## حياته الشخصية

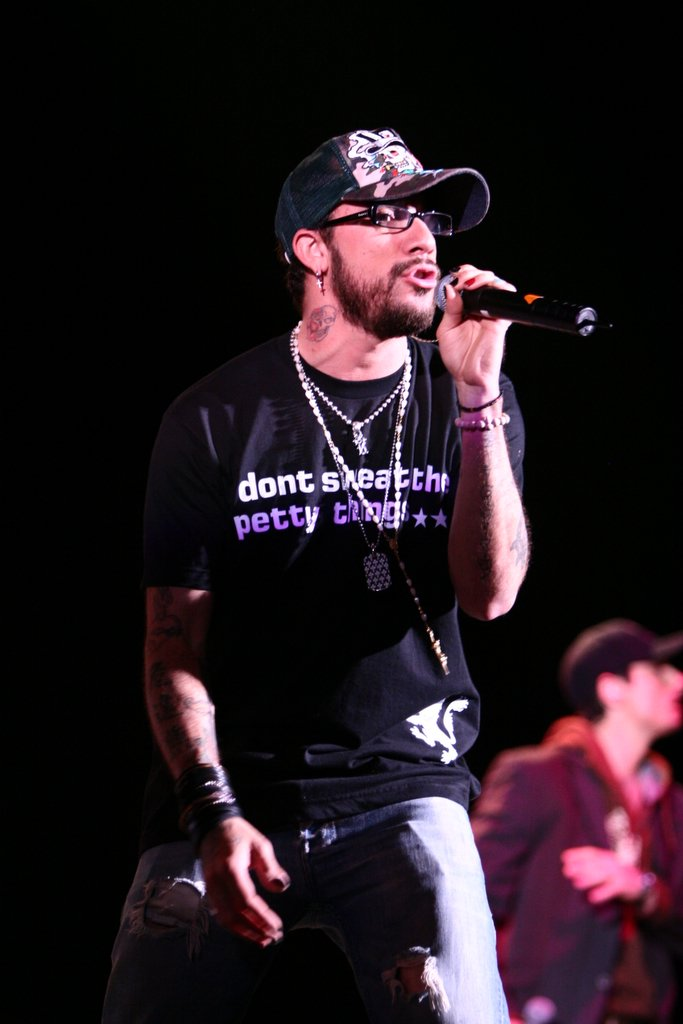
أي جي، حفل كيس

أعتلى أي جي خشية المسرح وهو طفل صغير وكان يعرض أزياء الأطفال لكن لم يكن هذا طموحه، فالمسرح أخذه إلى الغناء مبكرا.
يحتفظ أي جي بخاتم اهداه إليه والده عندما حاز الدبلوم، وتأثر بالفنان فرانك سيناترا حتى انه بكى عندما عرف بوفاته.
خضع أي جي عام 2001 لعلاج طبي للتخلص من آثار الكحول والمخدرات ومن ذلك الحين تعافى أي جي كليا. سنة 2002 قطع علاقته بصديقته ساره جو مارتن.
وأسوأ ذكرى يحملها أي جي من الغناء ويقول عنها: (عندما هجمت إحدى المعجبات على المسرح وجذبتني من اذني محاولة تقبيلي والتقاط صوره فكانت النتيجة انشطار اذني إلى نصفين ومازلت احمل هذه الندبة إلى الآن، ويتابع ويقول: الموسيقى هي الحب والحب هو الموسيقى ولأننا لا نستطيع العيش من دون حب فلا يمكنني العيش من دون موسيقى انها حياتي.

## وصلات خارجية
- أي جي مكلين على موقع IMDb (الإنجليزية)
- أي جي مكلين على موقع روتن توميتوز (الإنجليزية)
- أي جي مكلين على موقع ميوزك برينز (الإنجليزية)
- أي جي مكلين على موقع إن إن دي بي (الإنجليزية)
- أي جي مكلين على موقع أول ميوزيك (الإنجليزية)
- أي جي مكلين على موقع ديسكوغز (الإنجليزية)
- أي جي مكلين على موقع قاعدة بيانات الفيلم (الإنجليزية)